# The Matador
The Matador è un film del 2005 diretto da Richard Shepard.

## Trama
Città del Messico. Danny Wright, con moglie a Denver ed alle spalle un figlio morto tre anni prima, è in attesa di un contratto che potrebbe cambiargli la vita. Al bar dell'albergo incontra Julian Noble, estroverso, volgare e misterioso. L'uomo lo invita ad una corrida, e lì, dopo le insistenze di Danny, gli rivela il suo lavoro: Julian è un sicario. Danny all'inizio non gli crede, ma poi Julian riesce a convincerlo.
Sei mesi dopo, Julian si presenta a Seattle, a casa di Danny, dove fa conoscenza con la moglie Bean. In quel periodo Danny si è finanziariamente ripreso, grazie anche al contratto ottenuto in Messico, mentre il killer ha avuto un esaurimento nervoso, e ha compiuto alcuni errori che hanno convinto il suo capo ad eliminarlo. Gli resta un'ultima occasione, un ultimo assassinio da eseguire, dopodiché sarà libero e potrà andarsene in Grecia. Ma per farlo ha bisogno dell'aiuto di Danny. Nonostante la comparsa di Julian coincida con l'anniversario della scomparsa del figlio di Danny, quest'ultimo accetta poiché "glielo deve".
Arrivati in un ippodromo a Tucson, Julian rischia di non avere successo, ma Danny lo sprona, e la vittima viene eliminata. Durante il viaggio di ritorno in aereo, Julian gli rivela che non c'era nessun incarico: l'uomo che avevano eliminato era in realtà il suo capo, ed ora Julian è libero. Danny ricorda che comunque doveva un favore a Julian: solo a questo punto si scopre che quella notte in Messico lui gli aveva chiesto di eliminare il suo concorrente per quell'affare. E rifiutando, Julian si era dimostrato un amico.

## Produzione
Delle due ore e 10 minuti della durata originale, il regista ha ridotto il film a 97 minuti.
Nonostante nella pellicola alcune scene siano ambientate a Vienna, Las Vegas, Mosca, Sydney, Budapest, Tucson e Manila, il film è stato interamente girato a Città del Messico.
L'attrice Hope Davis era incinta durante le riprese.

## Citazioni
Lo sguardo assunto da Pierce Brosnan mentre il barista shakera il suo cocktail all'inizio della pellicola, e la posa riflessa nello specchietto dell'auto sul finale, sono un evidente omaggio al ruolo di James Bond, che l'attore ha interpretato quattro volte. Il personaggio di Bond ordinava drink agitati ma non mescolati, mentre l'altra posa è tipica delle scene iniziali dei film di 007.